# Melitta Brunner
Melitta Brunner   (Viena, 28 de gener de 1907 - Filadèlfia, 26 de maig de 2003) va ser una patinadora artística sobre gel austríaca, especialista en la modalitat de parelles, que va competir durant la dècada de 1920.
El 1928 va prendre part en els Jocs Olímpics de Sankt Moritz on, fent parella amb Ludwig Wrede, guanyà la medalla de bronze en la prova parelles del programa de patinatge artístic. En la prova individual fou setena.
Durant la seva carrera també guanyà tres medalles al Campionat del Món de patinatge, de plata en parelles el 1929 i 1930, i de bronze individual el 1929.
En retirar-se va continuar patinant per diferents països d'Europa i els Estats Units, on acabà vivint, realitzant diferents espectacles sobre gel i ensenyant a patinar.

## Palmarès

### Individual femení
| Prova                  | 1926 | 1927 | 1928 | 1929 | 1930 |
| ---------------------- | ---- | ---- | ---- | ---- | ---- |
| Jocs Olímpics d'Hivern |      |      | 7a   |      |      |
| Campionat del Món      |      |      | 5a   | 3a   | 5a   |
| Campionat d'Àustria    | 2a   | 2a   | 2a   | 2a   | 2a   |

### Parelles amb Ludwig Wrede
| Prova                  | 1922 | 1923 | 1924 | 1928 | 1929 | 1930 |
| ---------------------- | ---- | ---- | ---- | ---- | ---- | ---- |
| Jocs Olímpics d'Hivern |      |      |      | 3a   |      |      |
| Campionat del Món      |      |      |      | 3a   | 2a   | 2a   |
| Campionat d'Àustria    | 3a   | 1a   | 2a   |      | 3a   | 1a   |